# Czech International 2007
Die 36. Yonex Czech International Championships 2007 im Badminton fanden vom 20. bis zum 23. September in Brno, Mestská Sportovní Hala, Vodová 108, statt. Der Referee war Michael Nemec aus Österreich. Das Preisgeld betrug 5.000 US-Dollar.

## Sieger und Platzierte
| Disziplin    | Gold                                       | Silber                              | Bronze                                    |
| ------------ | ------------------------------------------ | ----------------------------------- | ----------------------------------------- |
| Herreneinzel | Arvind Bhat                                | Jürgen Koch                         | Nathan Rice                               |
| Herreneinzel | Arvind Bhat                                | Jürgen Koch                         | Hans-Kristian Vittinghus                  |
| Dameneinzel  | Rachel van Cutsen                          | Elizabeth Cann                      | Anastasia Prokopenko                      |
| Dameneinzel  | Rachel van Cutsen                          | Elizabeth Cann                      | Camilla Sørensen                          |
| Herrendoppel | Rasmus Bonde Kasper Faust Henriksen        | Wouter Claes Frédéric Mawet         | Adam Cwalina Wojciech Szkudlarczyk        |
| Herrendoppel | Rasmus Bonde Kasper Faust Henriksen        | Wouter Claes Frédéric Mawet         | Christian Larsen Christian Skovgaard      |
| Damendoppel  | Mie Schjøtt-Kristensen Christinna Pedersen | Tatjana Bibik Elena Shimko          | Małgorzata Kurdelska Agnieszka Wojtkowska |
| Damendoppel  | Mie Schjøtt-Kristensen Christinna Pedersen | Tatjana Bibik Elena Shimko          | Olga Konon Kristína Ludíková              |
| Mixed        | Rasmus Bonde Christinna Pedersen           | Anton Nazarenko Elena Chernyavskaya | Adam Cwalina Małgorzata Kurdelska         |
| Mixed        | Rasmus Bonde Christinna Pedersen           | Anton Nazarenko Elena Chernyavskaya | Watson Briggs Jillie Cooper               |

## Finalergebnisse
| Disziplin    | Sieger                                     | Finalist                            | Ergebnis          |
| ------------ | ------------------------------------------ | ----------------------------------- | ----------------- |
| Herreneinzel | Arvind Bhat                                | Jürgen Koch                         | 21:18 21:13       |
| Dameneinzel  | Rachel van Cutsen                          | Elizabeth Cann                      | 21:10 22:20       |
| Herrendoppel | Kasper Faust Henriksen Rasmus Bonde        | Frédéric Mawet Wouter Claes         | 21:17 18:21 21:18 |
| Damendoppel  | Mie Schjøtt-Kristensen Christinna Pedersen | Elena Shimko Tatjana Bibik          | 21:11 22:20       |
| Mixed        | Rasmus Bonde Christinna Pedersen           | Anton Nazarenko Elena Chernyavskaya | 21:19 21:12       |